# 大十字街道
大十字街道，是中华人民共和国贵州省黔东南苗族侗族自治州凯里市下辖的一个乡镇级行政单位。

## 行政区划
大十字街道下辖以下地区：
永乐社区、市府社区、苹果山社区、金泉社区和金井村。